# Альтбюрон
Альтбюрон (нем. Altbüron) — коммуна в Швейцарии, в кантоне Люцерн.
Входит в состав округа Виллизау. Население составляет 917 человек (на 31 декабря 2006 года). Официальный код — 1122.

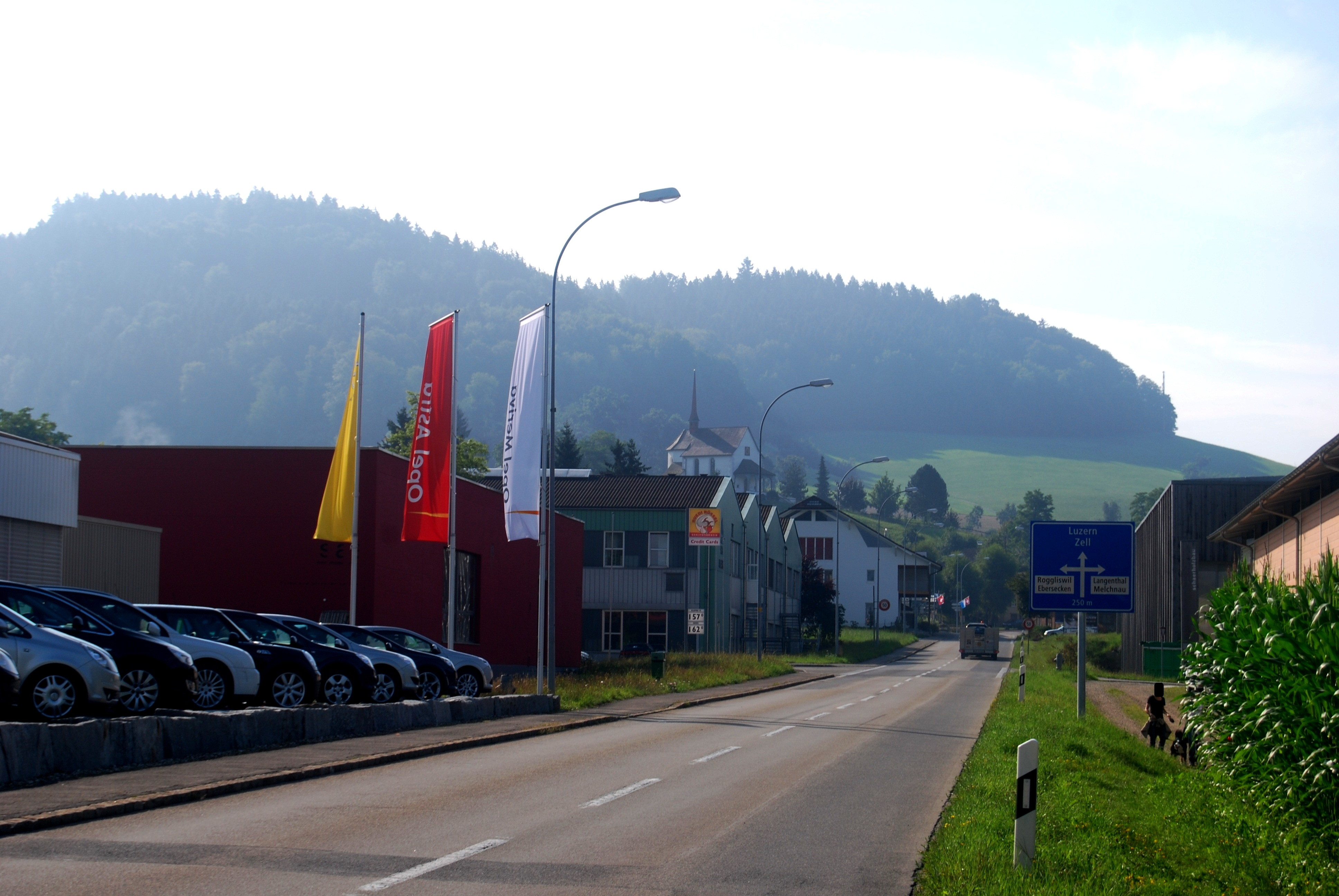
Альтбюрон